# Свети Мина (Гърниково)
Вижте пояснителната страница за други значения на Мина.
„Свети Великомъченик Мина“ (на македонска литературна норма: „Свети Мина“) е бивша възрожденска православна църква в тиквешкото село Гърниково, южната част на Северна Македония.
Църквата е построена в 1837 година, а в 1877 година е изписана от Коста Кръстев от Велес, според запазения надпис, който се е намирал над западната врата от външната страна на църквата. Според своята архитектурна форма църквата била трикорабна църква с по-висок среден кораб. На западната страна имало нартекс, отделен от наоса с два реда колони. Цялата църква е била изписана. Живописта е била от два периода: в олтарната апсида и горните партии на наоса, в главния кораб е от времето на изграждането в 1837 година, а в долните зони и в трема била от 1877 година. На западната фасада е било изобразено Второто пришествие Христово (Страшният съд). В олтарната апсида е Богородица Ширшая небес с по еден ангел отляво и отдясно, а в проскомидията Христос. В наоса на северната стена са били сцените Обесване на Юда, Христос пред Пилат, Бичуване Христово, Разпятие Христово и други. Във втората зона на северната стена са композициите Юда дава съгласие, Тайната вечеря, Предателство Юдино и други. На южната стена в първата зона са били Оплакване Христово, Възкресение Христово, Жертва Аврамова и Свети Атанасий, а във втората зона композициите: Възкресение Лазарево и Влизане в Ерусалим (Цветница). На една икона на Свети Мина, в долната част има надпис: „Анастасия иконописател от село Крушево в лета 1840“.
През 1980-те години църквата се срутва и само част от иконите са пренесени в „Свети Димитър“ в Кавадарци.